# Mathieu Tillet
Mathieu Tillet (Burdeos, 10 de noviembre de 1714 - 13 de diciembre de 1791), fue un botánico, agrónomo, metalúrgico y funcionario francés. 

## Biografía
Hijo del orfebre Gabriel Tillet, empezó a aprender sobre metales en el taller de su padre. En 1740 fue nombrado Director de la Ceca de Troyes. Diez años más tarde publicó su primer libro sobre aleaciones. En 1750 consiguió un premio de la academia de Burdeos por sus investigaciones sobre las plagas de los cereales, especialmente del trigo. En 1755 publicó los resultados de sus estudios en Dissertation sur la cause qui corrompt et noircit les grains de blé dans les épis; et sur les moyens de prévenir ces accidents (Disertación sobre la causa que corrompe y ennegrece el grano de trigo en la espiga; y sobre los medios de prevenir estos sucesos), y obtuvo otro premio por ello. Un siglo más tarde, el hongo Tilletia tritici, que describe en esta obra, fue denominado así en su honor por Charles y Louis Tulasne. En 1756 dejó su puesto en la Ceca de Troyes y se trasladó a París, aposentándose en la Rue du Cloître-Notre-Dame.
El 9 de septiembre de 1758 fue admitido en la Academia Francesa de las Ciencias como botánico. En las décadas siguientes ocupó varios puestos en la Academia, siendo finalmente tesorero en 1788, tras la muerte de su predecesor Buffon. 
Entre 1760 y 1761 viajó por el Angoumois, estudiando todavía otras plagas del cereal con su amigo y colega Henri-Louis Duhamel du Monceau. El resultado de ello fue el libro Histoire d'un insecte qui devore les grains de l'Angoumois (Historia de un insecto que devora el grano del Argumois), publicado por H. L. Guérin & L. F. Delatour, Paris, 1762.
En 1766 se le encargó hacer 24 copias de la Toesa de la Academia, medida oficial de longitud del Reino de Francia, y su distribución por las mayores ciudades francesas de entonces.
En 1767 fue nombrado inspector general de la Ceca, un puesto que desempeñó hasta 1774, cuando le sucedió el Marqués de Condorcet. En 1773 fue nombrado caballero de la Orden de San Miguel.
En 1784 fue administrador general del Hospital de la Pitié-Salpêtrière. Durante esta administración, la Condesa de la Motte fue apresada por su participación en el caso del collar de diamantes de la reina, y escapó.
Fue miembro de la comisión de las medidas de la Academia de Francia, con Jean-Charles de Borda, Joseph Louis Lagrange, Antoine Lavoisier, Condorcet, Laplace y Gaspard Monge, que presentó el 19 de marzo de 1791 un informe a la Asamblea Nacional Constituyente y sobre sus bases se estableció la longitud que debía tener el metro. El informe descartaba la longitud de un péndulo de segundo (cuyo semiperiodo de oscilación es un segundo) y la diezmillonésima parte de un cuadrante del ecuador, difiniendo el metro como una diezmillonésima parte de un cuadrante de meridiano. A continuación, Delambre y Méchain midieron el meridiano.